# Чайка Тарас Ігорович
Тара́с І́горович Ча́йка (10 лютого 1993 — 2 листопада 2022) — старший лейтенант Збройних сил України, командир окремого розвідувального взводу, який відзначився у ході російського вторгнення в Україну. Герой України (2023, посмертно).

## Життєпис
Народився 10 лютого 1993 року в с. Сокіл Волинської області. Навчався у Львівському науковому ліцеї № 1 імені Б.-І.Антонича. Після закінчення школи у 2010 році вступив до Львівського національного університету природокористування за спеціальністю «Облік та аудит», а у 2014—2016 навчався у магістратурі цього закладу. Також здобув освіту за освітнім ступенем магістра в Міжрегіональній академії управління персоналом за спеціальністю «Право».
У 2014 році закінчив військову кафедру Національної академії сухопутних військ імені гетьмана Петра Сагайдачного та отримав звання «молодший лейтенант».
Працював бухгалтером, юристом, арбітражним керуючим, медіатором. У 2020 році отримав спеціалізацію у галузі «альтернативного вирішення спорів». У 2021 році одержав свідоцтво про право на здійснення діяльності арбітражного керуючого.
Захоплювався мисливством та рибальством, був членом Львівської міської та Золочівської районної організацій Українського товариства мисливців та рибалок.

### Російське вторгнення 2022 року
У перші дні російського вторгнення в Україну пішов на війну добровольцем. Служив у лавах 125-ї окремої бригади Сил територіальної оборони Збройних Сил України командиром окремого розвідувального взводу.
16 квітня 2022 року отримав звання «лейтенант».
2 листопада 2022 року під час виконання бойового завдання в районі бойових дій у Донецькій області автомобіль, в якому перебував Тарас Чайка, потрапив під танковий обстріл. Тарас отримав важке осколкове поранення, однак він зумів спрямувати автомобіль в сторону протилежну обстрілам, чим врятував життя екіпажу машини. Від отриманого поранення Тарас Чайка загинув.
Похований у Львові на Полі почесних поховань на Личаківському цвинтарі.
У загиблого залишилися мати, дружина, донька Тереза та брат-близнюк.

## Вшанування пам'яті

### Мурал
На Львівському науковому ліцеї № 1 імені Б.-І.Антонича, де навчався Тарас, намальований мурал на його честь.

### Алея пам'яті Героїв
12 травня 2023 року у м. Львові в парку «Залізна Вода» висадили дерева пам'яті. 8 явір-кленів — це вісім героїчних історій, які мали б інше завершення, якби не російське повномасштабне вторгнення в Україну. Одне з дерев висаджено в пам'ять про Тараса Чайку. На кожне дерево почеплено іменний надпис у вигляді військового жетону. Біля алеї розмістили інформаційний стенд, на якому є імена та фотографії військовослужбовців. Біля кожного є QR-код, перейшовши за яким, можна прочитати про кожного з Героїв.

### Іменна аудиторія та стипендія в ЛНУП
Про запровадження іменної стипендії Тараса Чайки доповідав голова Вченої ради ЛНУП, в.о. ректора Володимир Снітинський, який проінформував присутніх, що з метою увічнення подвигу Героя України Тараса Чайки, випускника ЛНУП, що з перших днів повномасштабного вторгнення росії в Україну пішов на війну добровольцем, був командиром окремого розвідувального взводу, загинув у бою на Донеччині 2 листопада 2022 року та посмертно отримав звання Героя України з відзначенням орденом «Золота Зірка» (Указ Президента України від 29 вересня 2023 року), на факультеті управління, економіки та права ЛНУП буде створено навчальну аудиторію імені Тараса Чайки, а також пропонується запровадити стипендію імені Тараса Чайки для студентів денної форми навчання ЛНУП. Вчена рада вшанувала пам'ять Героя хвилиною мовчання і одноголосно підтримала дану пропозицію.
9 жовтня 2024 року у ЛНУП відбулася презентація книги «Героями не народжуються». Захід відбувся в аудиторії ім. Героя України Тараса Чайки — студента університету, який героїчно загинув за Україну.

### Меморіальна дошка
31 січня 2024 року у Рожищенському ліцеї № 2 відкрили меморіальну дошку Герою України Тарасу Чайці.

### Перейменування вулиці
28 лютого 2024 року в м. Рожище Волинської області перейменували вулицю на честь загиблого військовослужбовця, Героя України Тараса Чайки.

## Нагороди
- Звання Герой України з врученням ордена «Золота Зірка» (29 вересня 2023, посмертно) — за особисту мужність і героїзм, виявлені у захисті державного суверенітету та територіальної цілісності України, самовіддане служіння Українському народові[10][11][12]
- Медаль «Захиснику України» (21 травня 2024, посмертно) — відповідно до указу Міністра оборони України № 786 від 21.05.2024.[13]
- відзнака «Почесний знак святого Юрія» (16 серпня 2024, посмертно) — за виняткову жертовність та героїзм, відповідно до розпорядження міського голови м. Львів № 377 від 16.08.2024.[14]
- Старший лейтенант (28 серпня 2024, посмертно) — згідно з наказом № 532 КВ ОК «Захід» від 28.08.2024.
- «Сила Впливу» (13 грудня 2024, посмертно)[15]

## Галерея

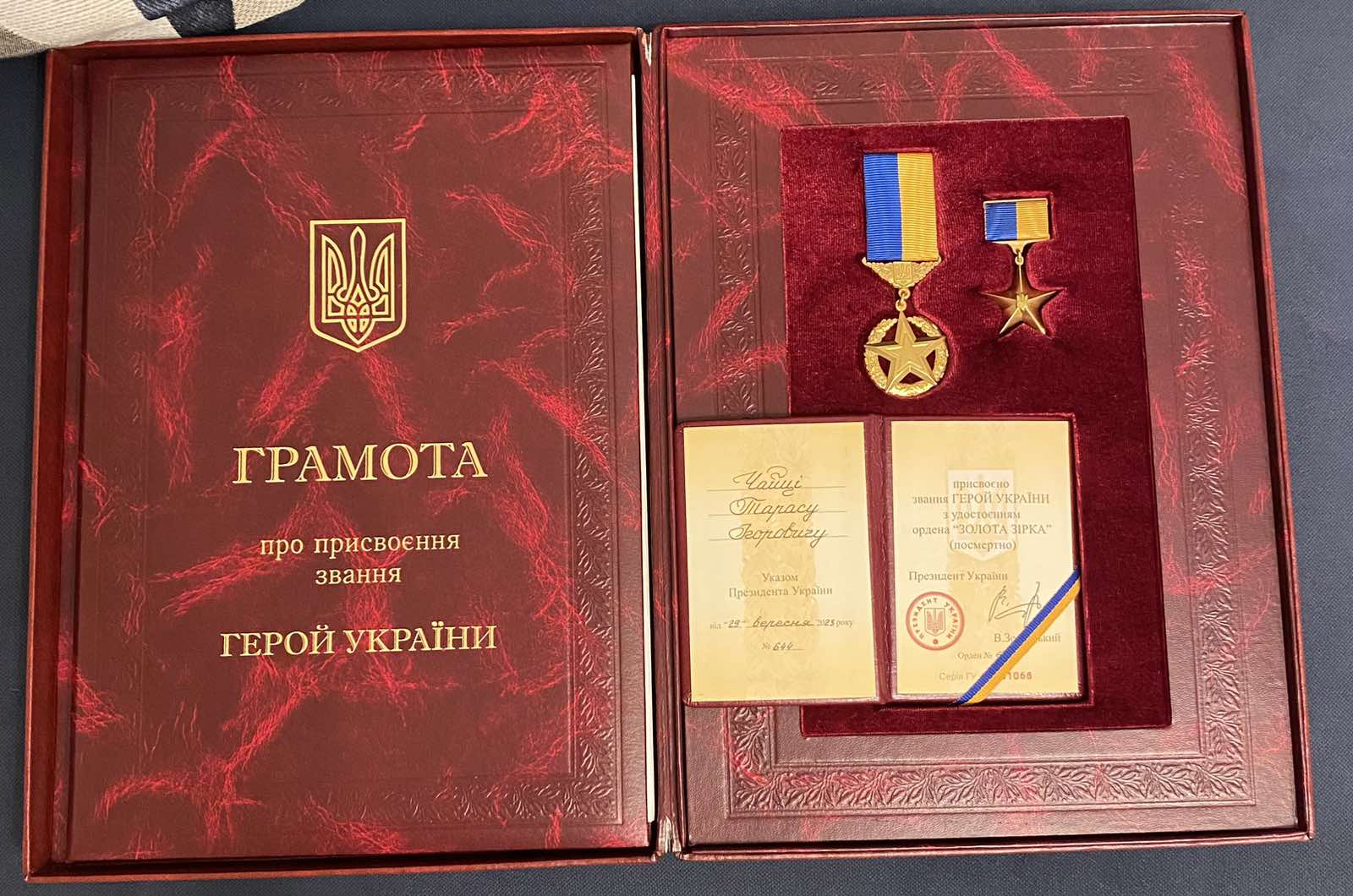
Нагорода "Герой України"
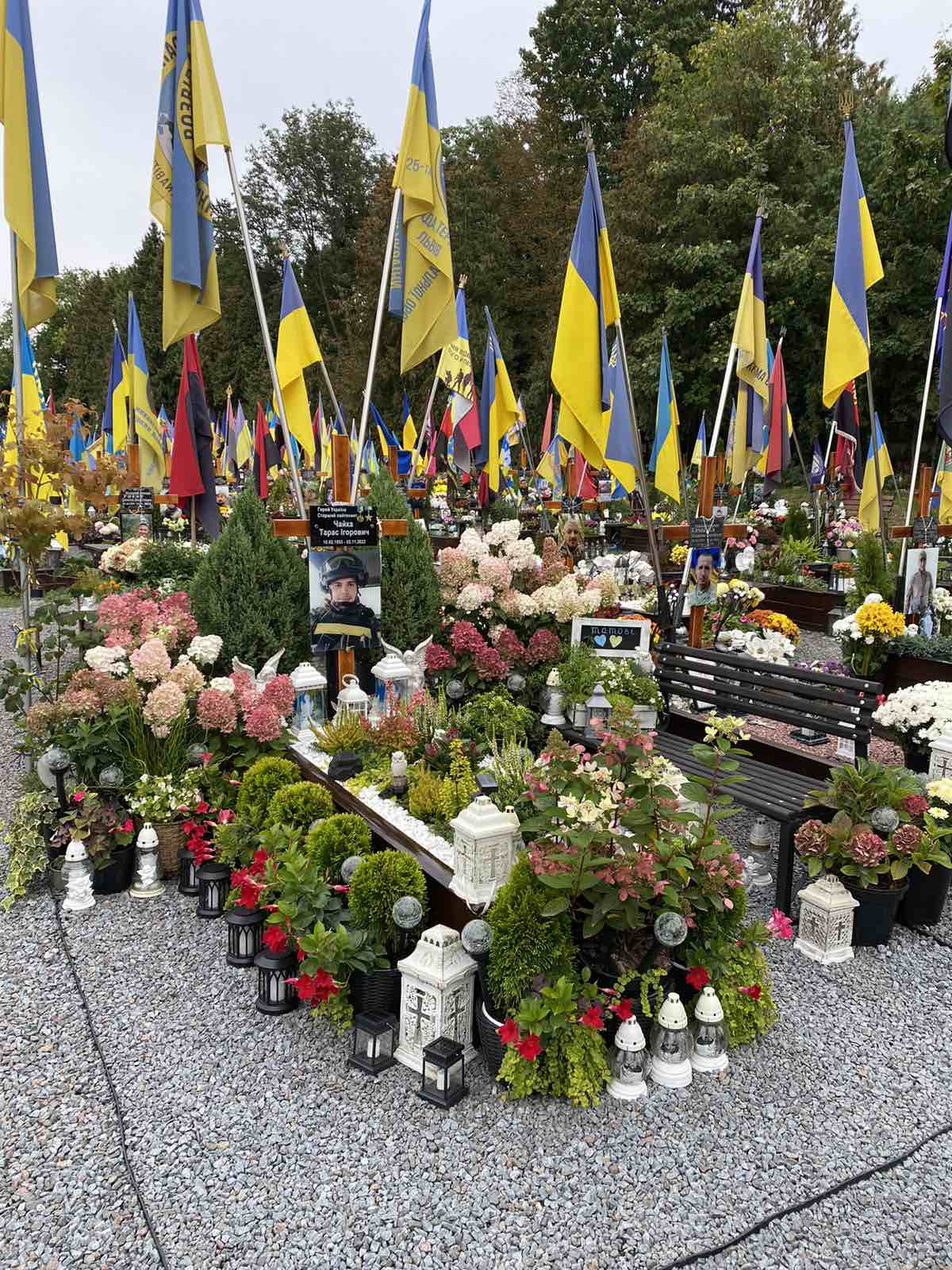
Могила Тараса Чайки на Полі почесних поховань у м. Львів
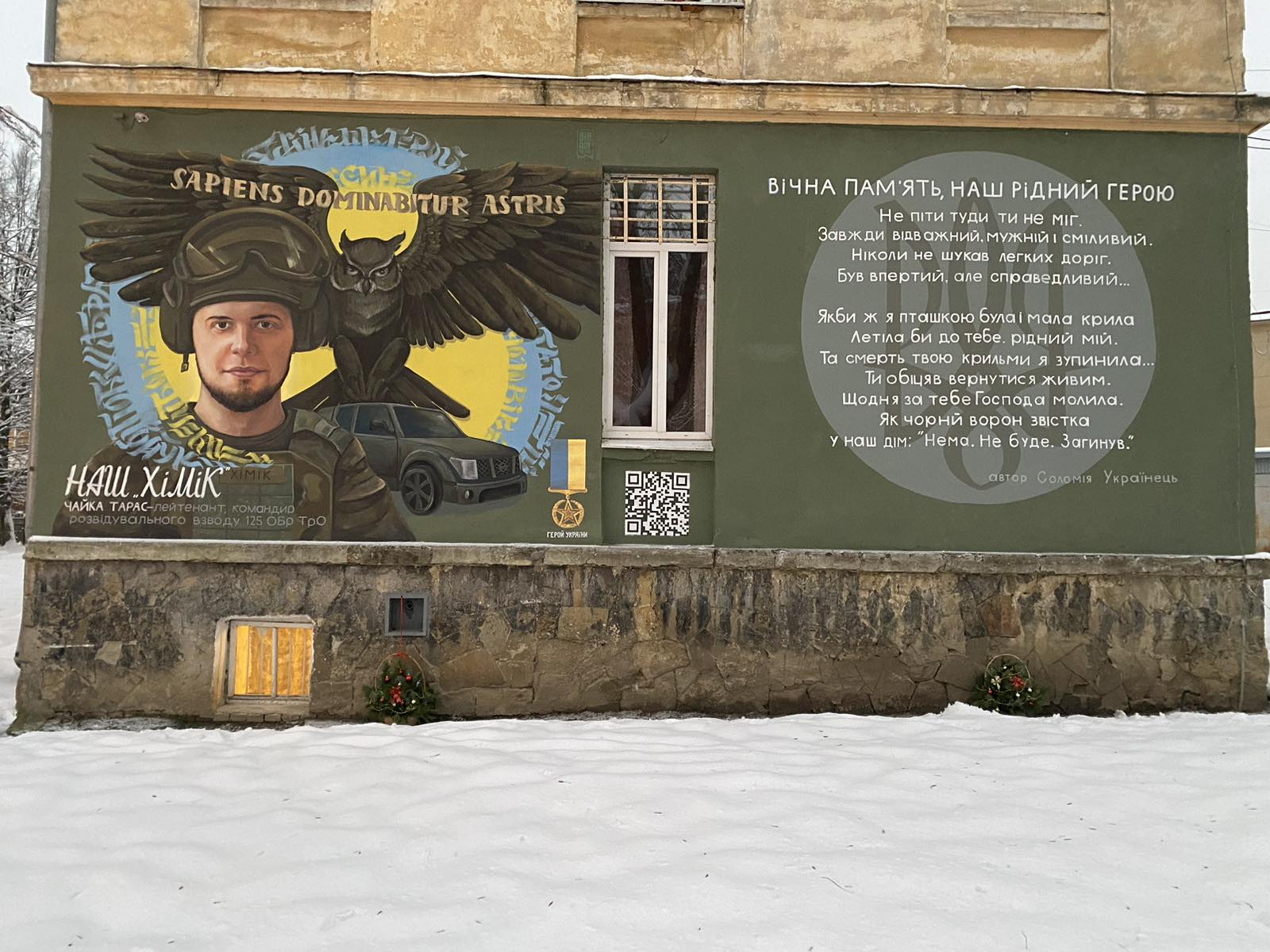
Фото муралу в пам'ять Героя України Тараса Чайки
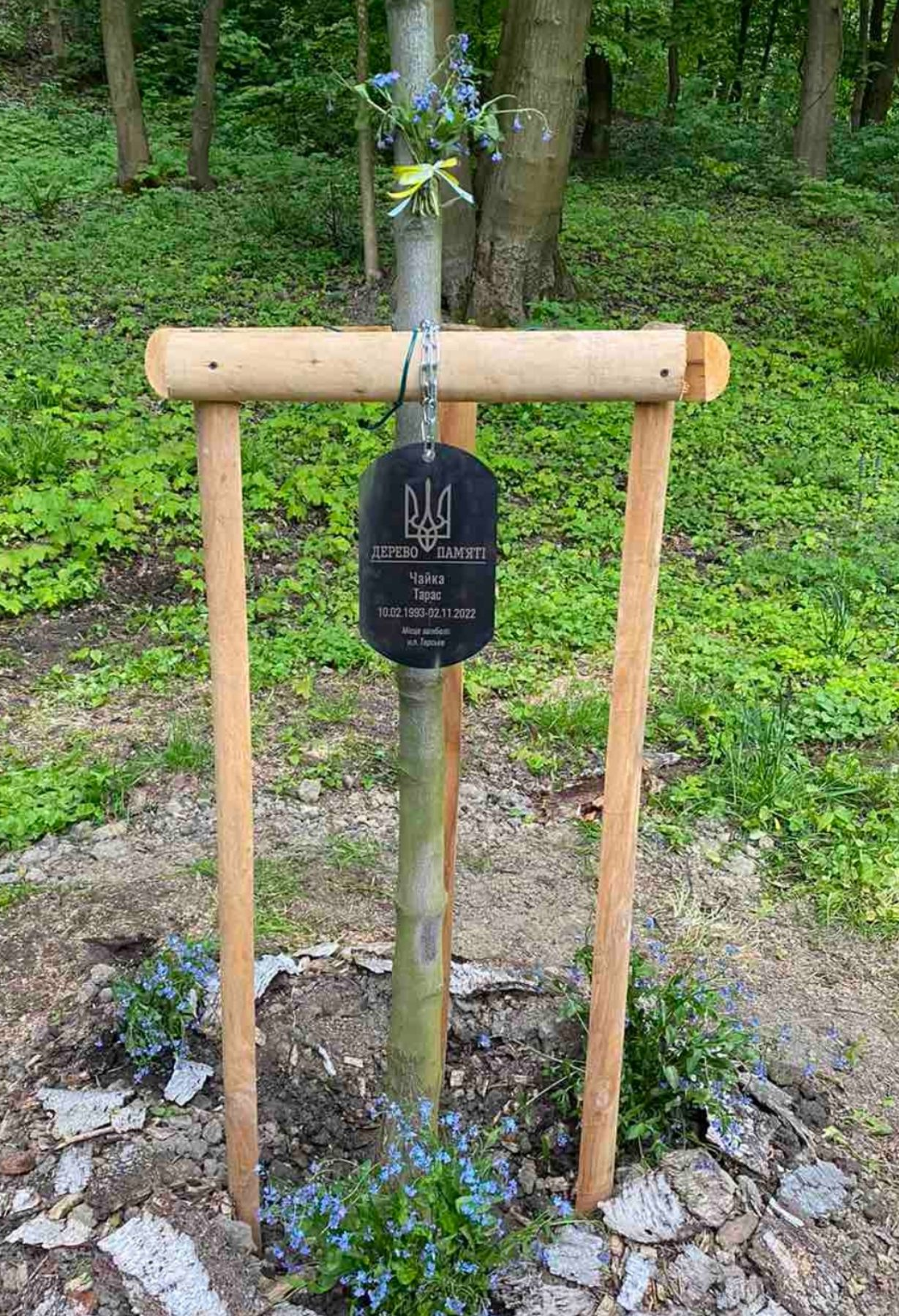
Дерево пам'яті Тараса Чайки в парку «Залізна Вода»